# ناصرآباد (اشتهارد)
ناصرآباد روستایی در دهستان پلنگ‌آباد بخش پلنگ‌آباد شهرستان اشتهارد استان البرز ایران است.

## جمعیت
بر پایه سرشماری عمومی نفوس و مسکن در سال ۱۳۹۵ جمعیت این روستا کمتر از ۳ خانوار بوده‌است.